# New Zealand State Highway 47
Der New Zealand State Highway 47 (auch State Highway 47 oder in Kurzform SH 47) ist eine Fernstraße von nationalem Rang auf der Nordinsel von Neuseeland.

## Strecke
Der SH 47 zweigt östlich von National Park vom New Zealand State Highway 4 ab und verläuft in nordöstlicher Richtung, an der West- und Nordseite des Tongariro und Ngauruhoe. Nach wenigen Kilometern zweigt der New Zealand State Highway 48 nach Südosten zum Ruapehu ab, dem mit 2797 m Höhe höchsten Berg der Nordinsel. Hinter der Ortschaft Ketetahi zweigt der New Zealand State Highway 46 nach Rangipo ab und führt im Süden am Lake Rotoaira vorbei, während der SH 47 am Nordufer vorbei zum New Zealand State Highway 41 bei Tūrangi führt, der wiederum kurz darauf am New Zealand State Highway 1 endet.